# François Normand
Pour les articles homonymes, voir Normand (homonymie).
François Normand (né le 8 décembre 1779 à Charlesbourg et mort le 11 octobre 1854 à Trois-Rivières) est un sculpteur québécois.

## Œuvres
- 1798 : Calvaire, Collection Musée national des beaux-arts du Québec[1]
- 1813 : Chandelier pascal pour l'église Notre-Dame-de-la-Visitation de Champlain.
- 1826 : Autels pour l'église Notre-Dame-de-la-Visitation de Champlain. Le maître-autel est conservé dans la sacristie et un autel latéral est utilisé actuellement comme autel de célébration dans l'église Notre-Dame-de-la-Visitation de Champlain.